# Roodrugmiervogel
De roodrugmiervogel (Myrmoderus ferrugineus) is een zangvogel uit de familie Thamnophilidae (miervogels).

## Verspreiding en leefgebied
Deze soort komt voor in het noordoosten van het Amazonegebied en telt twee ondersoorten:
- M. f. ferruginea: oostelijk Venezuela, de Guyana's en noordoostelijk Brazilië.
- M. f. eluta: amazonisch zuidelijk-centraal Brazilië.

## Status
De grootte van de populatie is niet gekwantificeerd maar de soort wordt omschreven als vrij algemeen. Op de Rode lijst van de IUCN heeft deze soort de status niet bedreigd.